# Claus Erhorn
Claus Erhorn (Hamburgo, 18 de enero de 1959) es un jinete de la RFA que compitió en la modalidad de concurso completo.
Participó en dos Juegos Olímpicos de Verano, obteniendo dos medallas en la prueba por equipos, bronce en Los Ángeles 1984 (junto con Bettina Overesch, Burkhard Tesdorpf y Dietmar Hogrefe) y oro en Seúl 1988 (con Matthias Baumann, Thies Kaspareit y Ralf Ehrenbrink). Ganó tres medallas en el Campeonato Europeo de Concurso Completo, en los años 1985 y 1987.

## Palmarés internacional
| Juegos Olímpicos   | Juegos Olímpicos             | Juegos Olímpicos  | Juegos Olímpicos |
| Año                | Lugar                        | Medalla           | Categoría        |
| ------------------ | ---------------------------- | ----------------- | ---------------- |
| 1984               | Los Ángeles (Estados Unidos) | Medalla de bronce | Por equipos      |
| 1988               | Seúl (Corea del Sur)         | Medalla de oro    | Por equipos      |
| Campeonato Europeo |                              |                   |                  |
| Año                | Lugar                        | Medalla           | Categoría        |
| 1985               | Burghley (Reino Unido)       | Medalla de bronce | Por equipos      |
| 1987               | Luhmühlen (RFA)              | Medalla de plata  | Por equipos      |
| 1987               | Luhmühlen (RFA)              | Medalla de bronce | Individual       |